# 徐国安 (上海警備區)
徐國安，男丶中共黨員丶中國人民解放軍少將军階
丶中国大陸政治丶軍事人物丶中國解放軍陸軍將領。

## 生平
曾任南京军区某炮兵旅旅长，自2013年1月起，任南通军分区司令员兼中共南通市市委常委至2020年，其后任上海警备区副司令员 並升為少將 